# Pablo de Santis
Pablo de Santis (Buenos Aires, 1963. február 27. –) argentin újságíró, forgatókönyvíró, képregényrajzoló és regényíró.
A Buenos Aires-i egyetemen folytatott bölcsészettudományi tanulmányokat.
A latin-amerikai HBO 2015-ös El hipnotizador (A hipnotizőr) című díjnyertes sorozatának első évadában 3 epizódon dolgozott, és az egész sorozat az ő képregényén alapul.
Műveit több mint 20 nyelvre lefordították, köztük magyarra is.

## Irodalmi díjai
Párizsi rejtély című regényével 2007-ben elnyerte a rangos Planeta-Casamérica valamint az Argentin Irodalmi Akadémia díját. La sexta lámpara című művét 2007-ben beválasztották az elmúlt huszonöt év legjobb 100 regénye közé.
- 1984: legjobb forgatókönyvíró a «Fierro busca dos manos» versenyen
- 1993: Az Asociación del Libro Infantil y Juvenil de la Argentina Premio Destacados díja az El último espíáért
- 2004: A Premio Konex platina-díja
- 2012: Nemzeti kulturális díj gyerekirodalom kategóriában az El juego del laberinto regényért.
- 2014: Premio Konex Diploma al Mérito díja
- 2016. augusztus 25-én az Argentin Irodalmi Akadémia tagjává választották.

## Bibliográfia
- El palacio de la noche (1987)
- Desde el ojo del pez (1991)
- Historieta y política en los ’80: La Argentina ilustrada (1992)
- Lucas Lenz y el Museo del Universo (1992)
- La sombra del dinosaurio (1992) Fabián Slongo illusztrációival
- Pesadilla para hackers (1992)
- Astronauta solo (1993) Max Cachimbával közösen
- El último espía (1993)
- Transilvania express. Guía de vampiros y de monstruos (1994)
- Rico Tipo y las chicas de Divito (1995)
- Las plantas carnívoras (1995)
- Rompecabezas (1995) Max Cachimbával közösen
- Enciclopedia en la hoguera (1995) Max Cachimbával közösen
- Invenciones argentinas. Guía de las cosas que nunca existieron (1995)
- La traducción (1997)
- Páginas mezcladas (1997) Max Cachimba illusztrációival
- La historieta en la edad de la razón (1998)
- Filosofía y Letras (1998)
- El teatro de la memoria (2000)
- El calígrafo de Voltaire (2001)
- El inventor de juegos (2003)
- Los signos (2004)[5]
- Rey secreto (2005) több mint 80 novellát tartalmazó gyűjtemény Max Cachimba illusztrációival
- La sexta lámpara (2005)
- Buenos Aires 2033 (2006)[6]
- Lucas Lenz y la mano del emperador (2006) a Lucas Lenz y el Museo del Universo folytatása
- El enigma de París (2007), magyarul: Párizsi rejtély
- El buscador de finales (2008)
- Los anticuarios (2010)
- El hipnotizador (2010) Juan Sáenz Valientével közös képregény
- El juego del laberinto (2011) az El inventor de juegos folytatása
- El verdadero negocio del señor Trapani (2012)[7]
- Crímenes y Jardines (2013), magyarul: Gyilkosok és kertek, az El enigma de París folytatása
- Trasnoche (2014)
- El juego de la nieve (2016) az El inventor de juegos és az El juego del laberinto folytatása
- Justicia poética (2016) Frank Arbelóval közösen
- Cobalto (2016) Juan Sáenz Valientével közösen
- La hija del criptógrafo (2017)
- Leyra (2018)
- La cazadora de libros (2018), társszerző: Max Cachimba
- ¿Quién quiere ser detective? (2018)

## Magyarul megjelent művei
- Párizsi rejtély; ford. Dornbach Mária;[8] Kossuth; Bp., 2014 (Spanyol krimik)[1]

Párizs, 1889. A világ tizenkét leghíresebb detektívje a világkiállításra érkezik a francia fővárosba. Feladatuk nem más, mint hogy pályafutásuk legizgalmasabb bűnesetével, a nyomozás olykor hátborzongató fordulataival szórakoztassák a nagyérdemű publikumot.
- Gyilkosok és kertek; ford. Dornbach Mária; Kossuth; Bp., 2015 (Spanyol krimik)[9]

Buenos Aires, 1894. Craig detektív halála után tanítványa, a Párizsi rejtélyből már ismert Sigmundo Salvatrio vezeti a híres nyomozó irodáját. Első megbízását egy kissé bolondos költőtől kapja, aki eltűnt barátját keresi. A rutinfeladatból titokzatos, szövevényes bűnügy lesz.

## Filmjei és sorozata
- El aura (2005), 134”

Aura címmel A 2005-ös II. Alba Regia Nemzetközi Filmfesztiválon vetítették először Magyarországon, majd 2006-tól országos forgalmazásba is került.
11 díjat nyert és 7 díjra jelölték.
Rendező: Fabián Bielinsky. Író: Fabián Bielinsky, Pablo De Santis. Zene: Lucio Godoy
- El inventor de juegos (2014), 111”

4 díjat nyert és 8 díjra jelölték.
Rendező: Juan Pablo Buscarini. Író: Juan Pablo Buscarini, Pablo De Santis, Damon Syson. Zene: Keith Power
- El hipnotizador (2015–), 46-61”

A hipnotizőr címen magyarul is vetített HBO-sorozat eddig két darab nyolcrészes évadból áll.
Az első évad 2015-ben, a második évad 2017-ben készült. A harmadik évadról egyelőre nincs hír.
10 díjat nyert.
Rendező: Alex Gabassi, José Eduardo Belmonte. Író: Pablo De Santis, Tiago Teixeira, Leonardo Levis. Zene: Guilherme Garbato, Gustavo Garbato